# Traquet halophile
Oenanthe halophila
Espèce
Statut de conservation UICN

 LC  : Préoccupation mineure
Le Traquet halophile (Oenanthe halophila) est une espèce de passereaux de la famille des Muscicapidae.
Son aire s'étend du Maroc à l'ouest de l'Égypte.